# Isidore Mankofsky
Isidore Mankofsky (Nova Iorque, 22 de setembro de 1931 - 11 de março de 2021), foi um diretor de fotografia americano.

## Filmografia
- 1979: The Muppet Movie
- 1980: Somewhere in Time
- 1985: Ewoks: The Battle for Endor